# Torches humaines
Pour plus de détails, voir Fiche technique et Distribution.
Torches humaines est un film muet de Georges Méliès sorti en 1907.

## Synopsis
L'empereur Justinien organise une fête, pour le divertissement de sa cour, il choisit  trois victimes de son choix. Les victimes sont attachées a des pieux, et brûlées.

## Fiche technique
- Titre original : Les Torches humaines
- Titre anglophone (États-Unis) : Justinian's Human Torches
- Réalisation : Georges Méliès
- Société de production : Star Film
- Société de distribution : Star Film (France)
- Pays de production :  France
- Langue : film muet avec les intertitres en français
- Métrage : 75 mètres
- Format : Noir et blanc — 35 mm — 1,33:1 — Muet
- Genre :
- Durée : 4 minutes
- Dates de sortie : 
  - France : 1907
  - États-Unis : juin 1908